# Марченкова Наталя Семенівна
Марченкова Наталя Семенівна (* 1 червня 1948, Київ) — радянський і український художник, режисер-мультиплікатор. Член Національної спілки кінематографістів України (1989). Член Міжнародної асоціації анімаціонного кіно (1998). Заслужений діяч мистецтв України (2010).

## Біографія
Народилася в Києві. Після 8 класу навчалася в Київському училищі прикладного мистецтва, яке знаходилось тоді в Києво-Печерській лаврі. Отримала професію дизайнера побутових приладів. Замість того, щоб йти працювати на номерний завод, в 1967 р. пішла на кіностудію Київнаукфільм в об'єднання художньої мультиплікації.
Закінчила курси художників-аніматорів при «Київнаукфільм» (1970), Київський державний інститут театрального мистецтва ім. І.Карпенка-Карого (факультет кінознавства, 1979), вищі режисерські курси при ВДІКу в 1986 р.
Одноразовий член журі Міжнародного фестивалю анімаційних фільмів КРОК. 
2008 р. брала участь у виставці «Художники української анімації» в Києво-Могилянській академії.

## Фільмографія
Художник-мультиплікатор:
- «Людина, що вміла літати» (1967)
- «Містерія-буф» (1969)
- «Короткі історії» (1970)
- «Казка про доброго носорога» (1971)
- «Чарівник Ох» (1971)
- «Від дзвоника до дзвоника» (1971)
- «Як жінки чоловіків продавали» (1972)
- «Була у слона мрія» (1973)
- «Веселе курча» (1973)
- «Парасолька на полюванні» (1973)
- «Парасолька на риболовлі» (1973)
- «Зелена пігулка» (1974)
- «Казка про білу крижинку» (1974)
- «Людина і слово» (1974)
- «Обережно — нерви!» (1975)
- «Історія з одиницею» (1975)
- «Парасолька і автомобіль» (1975) «Якого рожна хочеться?»  (1975)
- «Як чоловіки жінок провчили» (1976)
- «Диво-мороз» (1976)
- «Найголовніший горобець» (1977)
- «Пригоди капітана Врунгеля» (1979)
- «Золоте курча» (1981)
- «І сестра їх Либідь» (1981)
- «Аліса в Країні чудес» (1981)
- «Аліса в Задзеркаллі» (1982)
- «Ба-бу-сю!» (1982)
- «Крила» (1983)
- «Миколине багатство» (1983)
- «Жар-птиця» (1983)
- «Савушкін, який не вірив у чудеса» (1983)
- «Джордано Бруно» (1984)
- «Лікар Айболить» (1985)
- «Різнокольорова історія» (1986)
- «Що тут коїться іще?!!» (1988)
- «Світла особистість» (2001)
- «Одноразова вічність» (2002)
- «Ключ» (2004) та ін.

Режисерські роботи:
- «Як їжачок і медвежа міняли небо» (1985, дебют)
- «Твір про дідуся» (1987)
- «Що тут коїться іще?!!» (1988)
- «Моя сім'я» (1989)
- «Любов і смерть картоплі звичайної» (1990)
- «...Ми — чоловіки! Окуляри» (1992)
- «...Ми — чоловіки! Великі та маленькі» (1992)
- «Знайда» (1992)
- «Майстри слова» (1993)
- «Лякалки-жахалки» (1993, у співавт.)
- «День народження Юлії» (1995)
- «Рукавичка» (1996, авт. сцен.)
- «Залізний вовк» (1999, у співавт. з О. Педаном)
- «Літачок Ліп» (2000)
- «Війна яблук та гусені» (2003, авт. сцен.)
- «Про кішку, яка упала з неба» (2005)
- «Чарований запорожець» (2006)
- «Синдбад» (2011)
- Фільм «Ірина», до ювілею Ірини Борисівни Гурвіч
- «Навігатор», 1-ша частина фільму про студію, до ювілею творчого об"еднання художньої мультиплікації при Київський кіностудії науково-популярних фільмів (2013)